# Амальфі
Амальфі (італ. і сиц. Amalfi) — комуна в Італії, у регіоні Кампанія, провінція Салерно.

## Географія
Амальфі розташоване на південному узбережжі півострова Сорренто в затоці Солерно, на відстані близько 230 км на південний схід від Рима, 37 км на південний схід від Неаполя, 16 км на захід від Салерно. На честь Амальфі, південне узбережжя півострова Сорренто отримало назву Амальфітанського узбережжя.
Щорічний фестиваль відбувається 30 листопада. Покровитель — апостол Андрій Первозваний.

## Історія

### Заснування
Історія поселення Амальфі прослідковується до римських часів і навіть далі. Девіз на гербі міста звучить як «Descendit ex patribus romanorum».
За повідомленням Амальфітанської хроніки (Chronicon Amalphitanum), поселення Амальфі було засноване в 339 році групою римлян, які направлялись до нещодавно оголошеної нової столиці імперії Константинополя і зазнали кораблетрощі на узбережжі Апулії. Вони вирішили не продовжувати свої подорожі, а оселитись на узбережжі затоки Салерно. Там вони заснували Амальфі — невелике рибальське селище, розташоване у неприступному місці між гірським хребтом Monti LattariI та Тірренським морем.
Менше ніж через 100 років після заснування Амальфі на територію Італії починають вторгатись варварські армії, що призводить до заснуванні на півострові королівства остготів.

### В складі Візантії
Внаслідок перемоги візантійського імператора Юстиніана над остготами у Готській війні (535—554 рр.), Амальфі разом з іншою територією Італії потрапляє під владу Візантії. Проте вже в 568 році в Італію вторгаються лангобарди, колишні союзники Візантії в Готській війні. Під проводом Альбойна їм вдається швидко захопити майже всю північну Італію і герцогства Сполето та Беневенто на півдні. Амальфі залишається на територіях, підвладних Візантії і щоб захистити поселення від вторгнення лангобардів, візантійці укріпили Амальфі і збудували в ньому фортецю (каструм). Стратегічне положення, яке займало Амальфі між горами та морем, зробило це скромне поселення важливим укріпленням під час двохсотрічних візантійсько-лангобардських війн.
В 596 році місто отримало свого першого єпископа. У 661 візантійський імператор Констант II створив на землях центральної Італії, що залишались під владою Візантії Неаполітанське герцогство (дукат). Влада дуки Неаполя поширювалась на морські порти Амальфі, Гаета та Сорренто, які, проте, зберігали високий рівень автономності.
Амальфійці, що мешкали між морем і горами, які ізолювали їх від інших візантійських міст Італійського півострову, не мали іншого вибору, як зосередити свою діяльність навколо моря і морської торгівлі. Користуючись своїм місцезнаходженням серед неприступних скель на морському узбережжі, в 8-9 століттях Амальфі набув значення важливого морського торгового міста. З відродженням у 9 столітті середземноморської торгівлі, Амальфі і Гаета зайняли провідні позиції у торгівлі зі Сходом, в той час як майбутній лідер європейської східної торгівлі — Венеція була в ще зародковому стані.
Греко-неаполітанський вплив не завадив жителям Амальфі насолоджуватися суттєвою «периферійною автономією», яка з часом тільки посилювалась. Це сприяло значному розвитку поселення як торгового міста. Цьому також значно сприяли добрі стосунки з Неаполем та Візантією. До 836 року торгові зв'язки Амальфі поширювались від територій південної Італії до Сицилії та Північної Африки, що перебували на той час під арабським пануванням. Усі найкращі товари з Африки та Сходу — золото, дорогоцінності, шовк і спеції доставлялись в Європу купцями з Амальфі.

### Республіка (герцогство) Амальфі
У 838 р. місто було захоплено суперником Візантії — ломбардським князівством Беневенто. Князь Беневенто Сікард захопив Амальфі з моря, за допомогою зрадників, які провели його через захисні морські укріплення. В наступному році Сікарда було вбито в його власному палаці і під час заворушень та боротьби за правонаступництво у князівстві Беневенто, амальфійці повстали та спроміглись позбутись лангобардської залоги.

1 вересня 839 року амальфійці обрали власного префекта, що стало кроком до набуття фактичної незалежності, хоча формально Амальфі продовжувало знаходитись під владою Візантії. В 846 р. об'єднанний флот Амальфі, Неаполя, Гаети і Сорренто розбив сарацинський флот в битві біля Лікози. В 849 р. флот Амальфі прийшов на допомогу папі Леву IV під час нападу сарацинів на Рим і грав важливу роль в переможній битві при Остії. У 897 р. самоврядна республіка, все ще номінально підвладна Візантійській імперії, зазнала поразки у війні із Сорренто, яке підтримував Неаполь, в результаті якої її префекта було захоплено в полон і пізніше викуплено городянами.

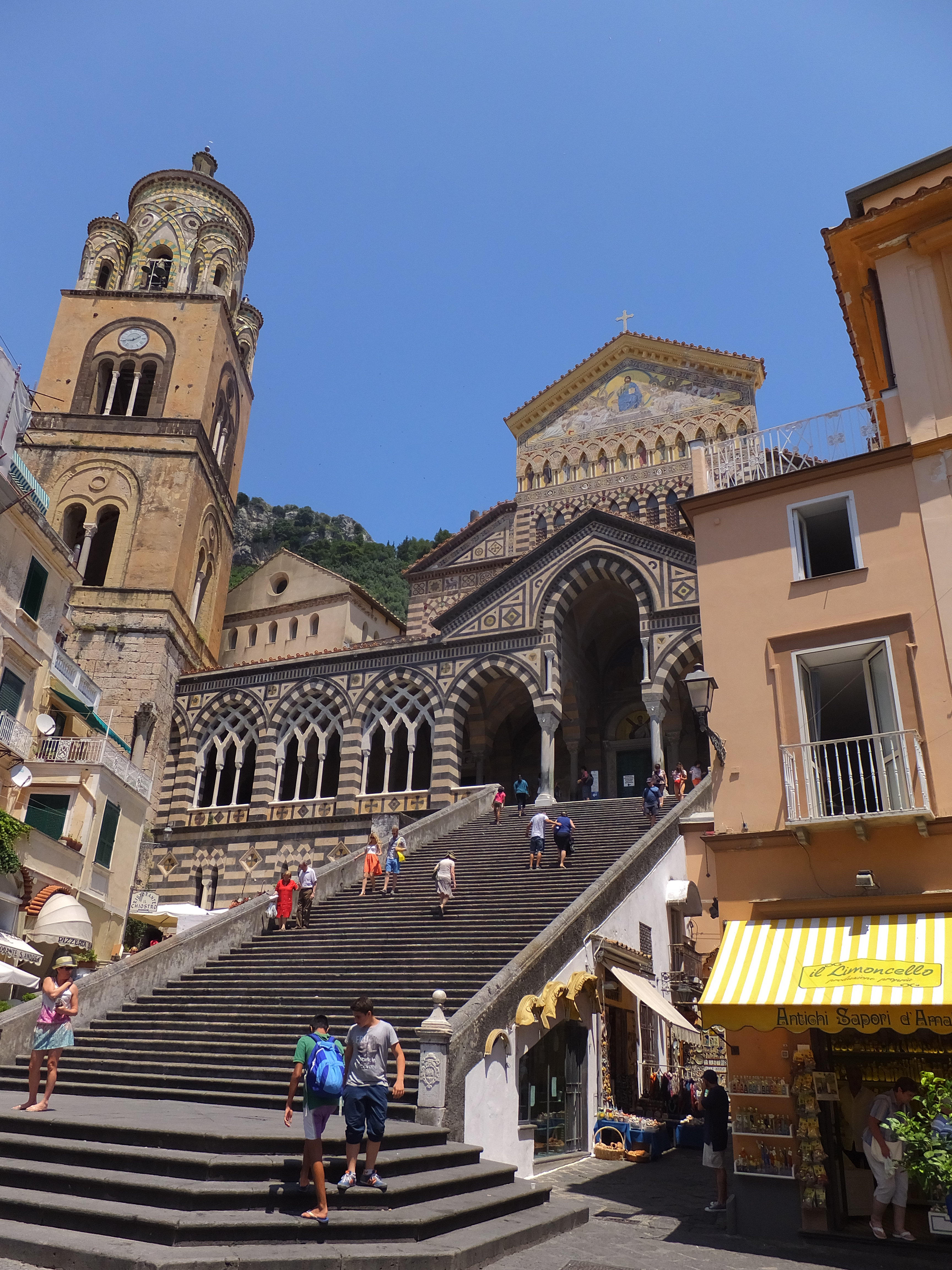
Кафедральний собор в Амальфі

У 903 році амальфійці об'єднали зусилля з Неаполем для спільної атаки на арабів, що утвердились на березі річки Гарільяно. Однак об'єднані сили Амальфі та Неаполя були відкинуті арабами та їх союзником, морським торговим містом Гаета. В той же час, у 915 році Амальфі не приєднався до об'єднаної християнської армії на чолі з папою Іваном Х, яка у вирішальній битві перемогла арабські війська при Гарільяно, не дивлячись на те, що в ній брали участь майже усі християнські державні утворення півдня Італії — як візантійські, так і лангобардські, зокрема Гаета і Неаполь. Це, швидше за все, було пов'язано з тим, що з 909 року Амальфі активно торгував з Фатимідським халіфатом і не хотів ризикувати відносинами з цим потужним торговим партнером.
У 958 році громадяни Амальфі обрали герцогом Сергія І, що започаткував нову династію, що правила містом безперервно протягом наступних 115 років, за винятком періоду 1039—1052 рр. З того часу республіка збільшує свою економічну могутність, її купці впродовж століття домінують у середземноморській та італійській торгівлі, допоки цю роль не перебрали на себе інші морські республіки з північної Італії — Піза, Генуя і Венеція.

Арабський мандрівник Ібн Хаукаль, так описував Амальфі в 977 році, під час довгого правління герцога Мансо I:
… найблагополучніше ломбардське місто, найблагородніше, найславетніше своїми діяннями, найбагатше і найпишніше. Територія Амальфі межує з Неаполем, теж гарним містом, але менш важливим, ніж Амальфі.
В 987 році папа Іван XV підвищив ранг єпископства Амальфі до архієпископства.

### Норманське завоювання та занепад

Державні утворення в Кампанії в районі 1000 року н. е.

У 1073 році нормандець Роберт Гвіскар завоював місто і взяв титул dux Amalfitanorum («герцог амальфітанців»).
В 1087 році якісь кораблі з Амальфі на чолі з дворянином Панталеоне взяли участь спільно з флотами Пізи та Генуї в успішному нападі на прибережне африканське місто Махдія, що належало династії іфрікійських Зірідів і слугувало базою берберським піратам.
У 1096 р. Амальфі підняло антинорманське повстання, яке було придушене у 1101 р. Амальфі знову повстало в 1130 р. і було остаточно приборкане в 1131 р., коли сицилійські війська Рожера ІІ на чолі з еміром Іоаном здійснили марш на Амальфі сушею, а емір емірів (адмірал) Георгій Антіохійський заблокував місто з моря, створивши свою базу на о. Капрі.

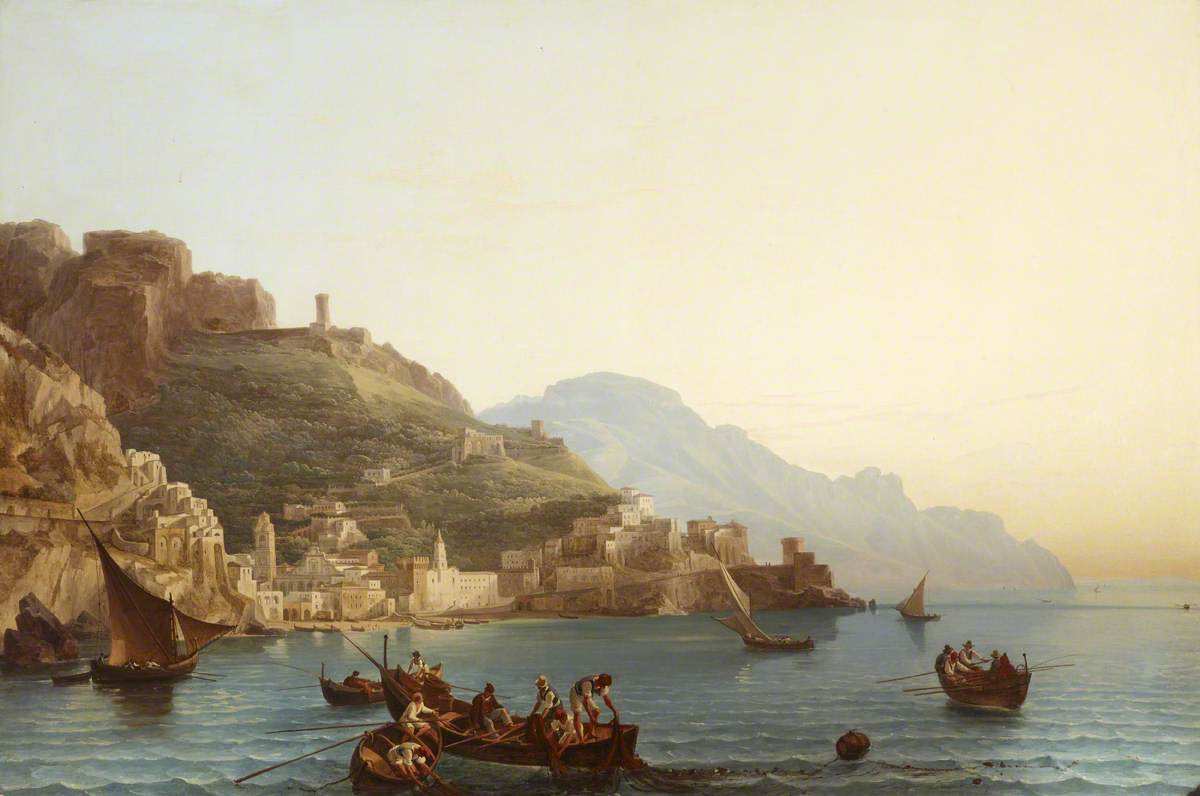
Вид на Амальфі зі сторони моря. Franz Ludwig Catel (1778—1856)

У 1137 році під час війни Рожера ІІ із папою римським Іннокентієм ІІ і римським імператором Лотарем ІІ, об'єднана армія папи та імператора вторглась в південну Італію у супроводі флоту союзної імператору Пізи. Пізанський флот взяв в облогу Салерно, а також захопив і пограбував ослаблене стихійними лихами Амальфі, вважаючи, що умови договору між Пізою і Амальфі від 1126 року тепер не діють, оскільки Амальфі тепер формально входило до земель Сицилійського королівства Рожера ІІ.
Не дивлячись на те, що згодом Рожеру ІІ вдалось перемогти усіх своїх потужних супротивників і навіть полонити в 1139 р. папу Іннокентія ІІ та змусити його визнати себе королем Сицилії, розграбоване пізанцями і позбавлене норманами самоврядування Амальфі почало стрімко занепадати, а роль головних комерційних посередників на території південної Італії перебрали на себе іноземці — переважно торговці з морських республік Піза та Генуя.

Хоча республіка Амальфі так і не відновила свою незалежність після 1137 р., місто Амальфі все ще грало важливу роль в морської торгівлі протягом наступних 200 років, поки в 1343 році землетрус та цунамі не знищили більшу частину міста, а найголовніше — приміщення старого арсеналу, де будувались кораблі амальфійського торгового флоту.

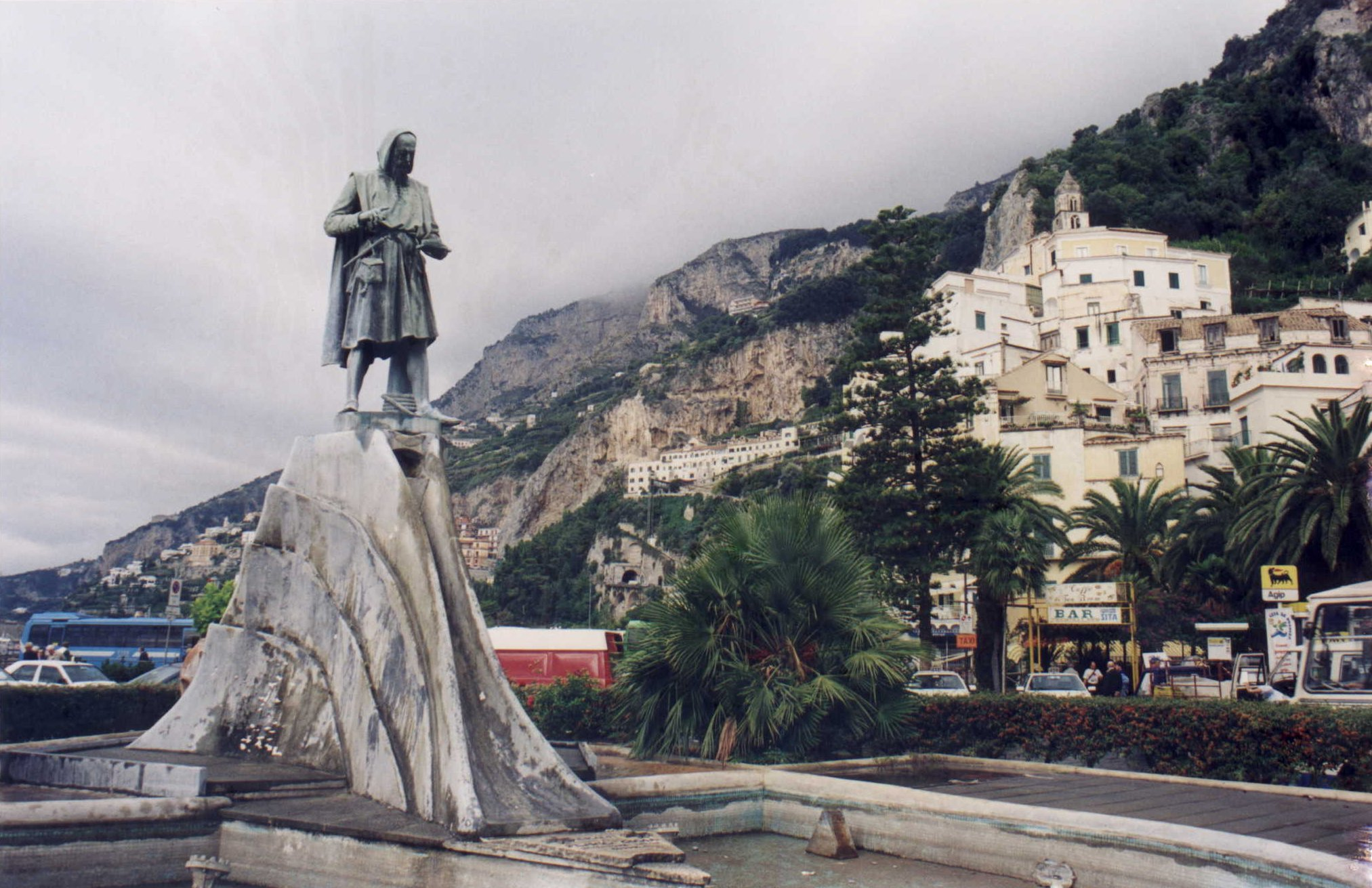
Пам'ятник винахіднику компаса Флавіо Джоя. Амальфі

Титул «Герцог Амальфі» був пізніше відроджений в XIV столітті як титул, який використовувався в межах Неаполітанського королівства.

## Спадщина
Мешканцям міста Амальфі приписують винайдення (або принаймні впровадження в практику) в XI столітті морського компасу.
Знаменитий Морський кодекс Амальфі (Табула Амальфітана), прийнятий в Амальфі в XI столітті був одним з перших кодексів морського права в Європі і застосовувався в країнах Середземномор'я до 1570 року.

## Демографія
Населення за роками:

Станом на 1 січня 2023 року в муніципалітеті офіційно проживало 130 іноземців з 28 країн, серед них 32 громадяни країн Євросоюзу та 40 громадян України.

## Сусідні комуни
- Аджерола
- Атрані
- Конка-дей-Марині
- Фуроре
- Скала

## Галерея зображень

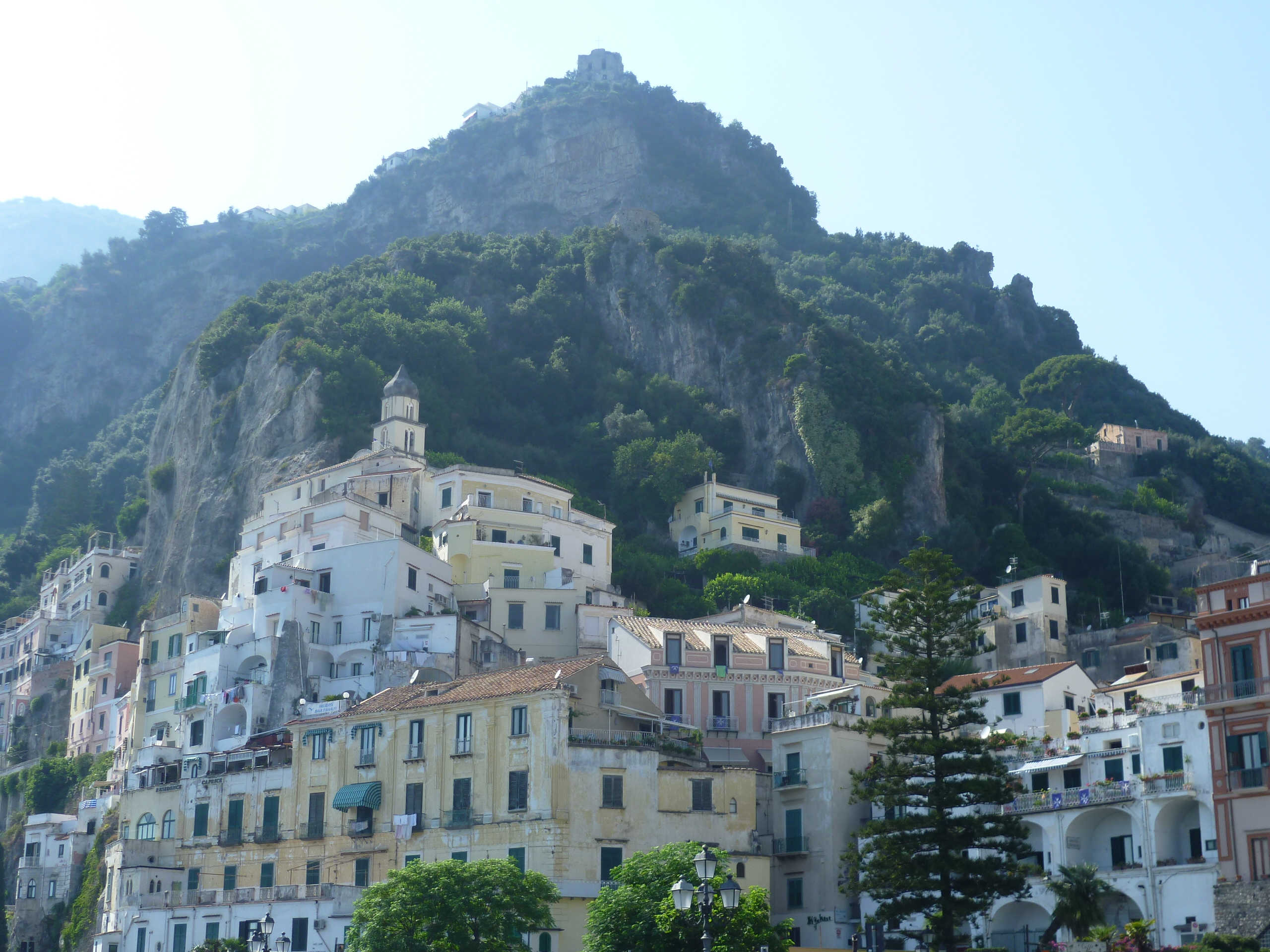
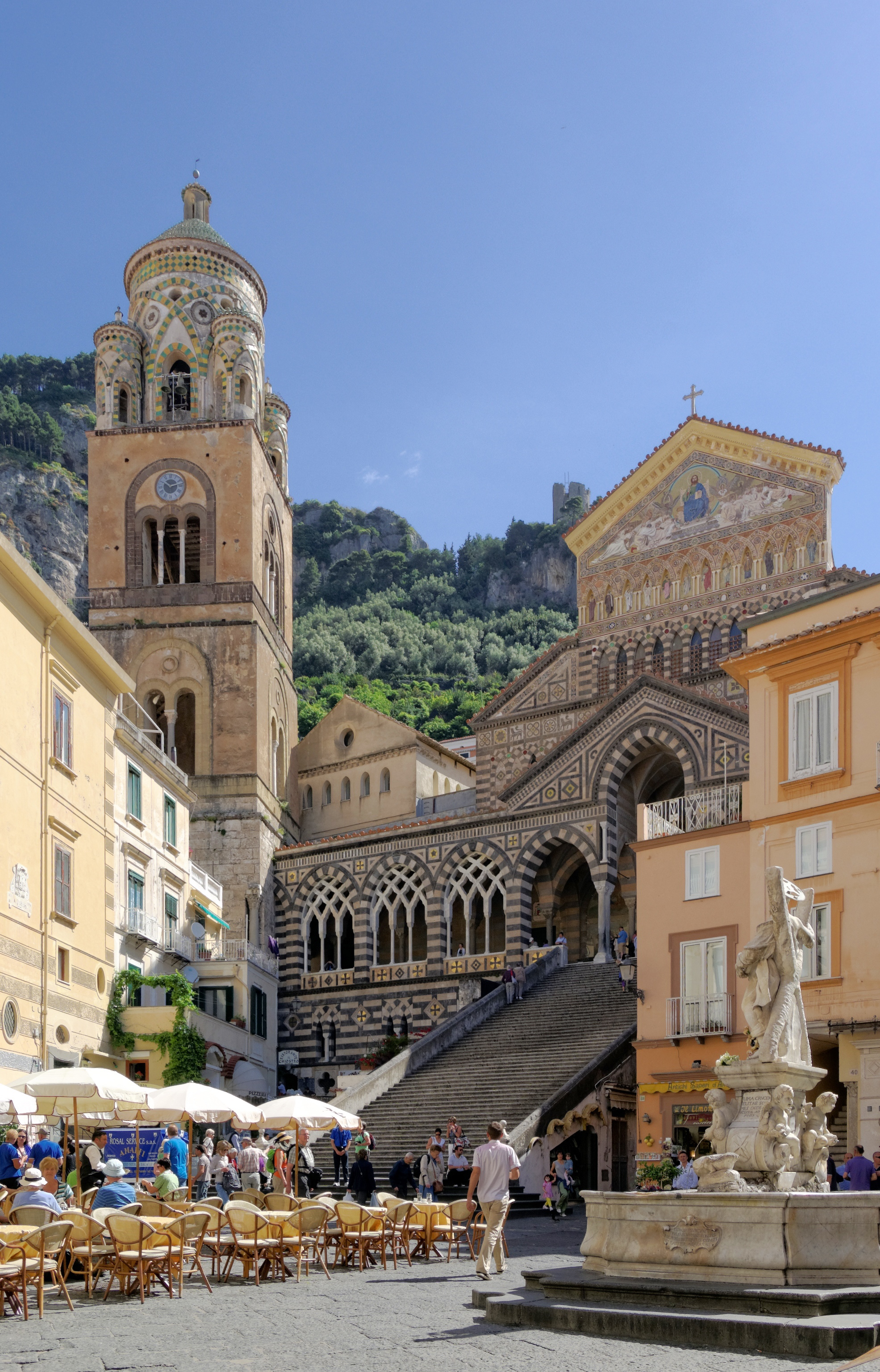
Кафедральний собор Амальфі
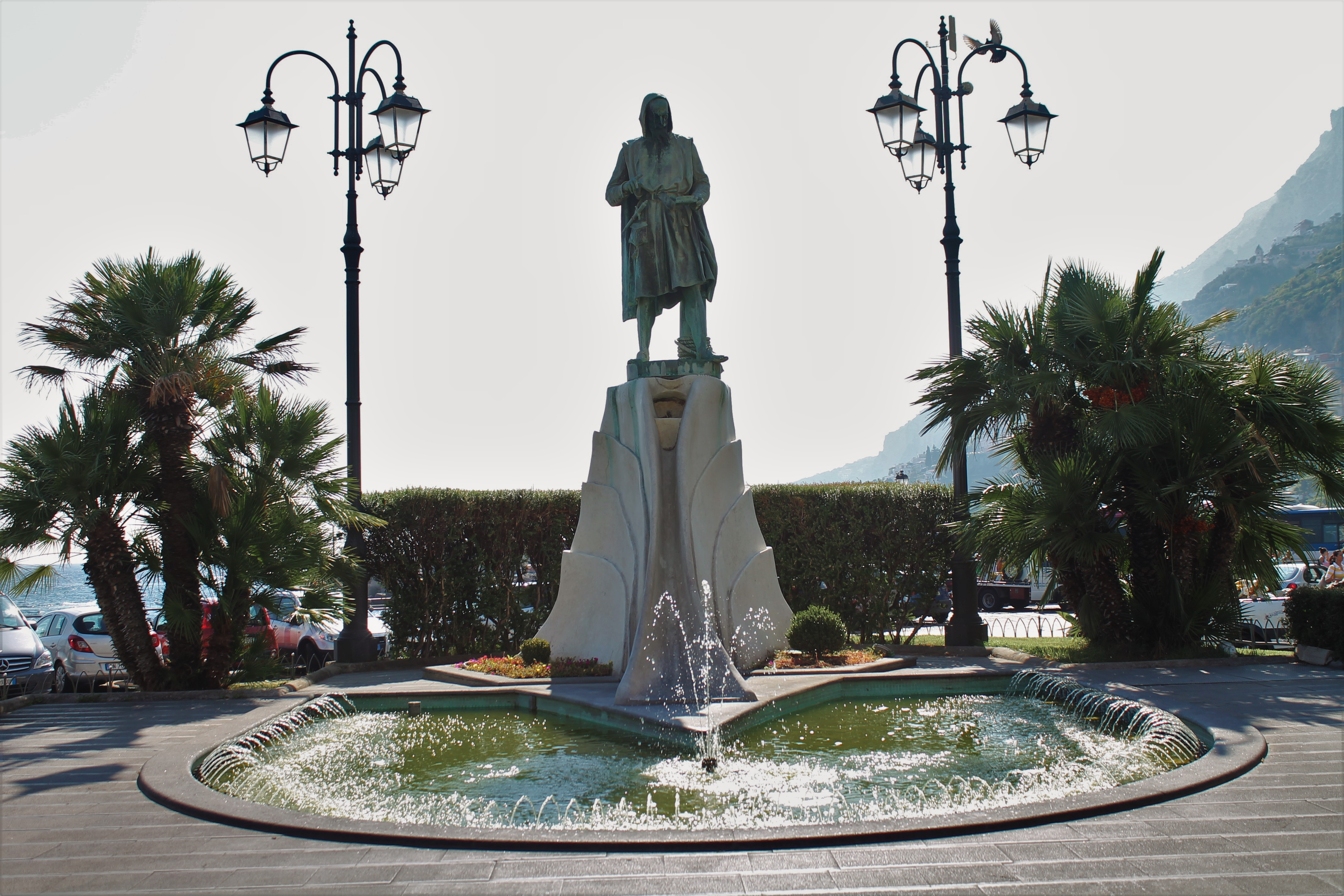
Пам'ятник Флавіо Джойя
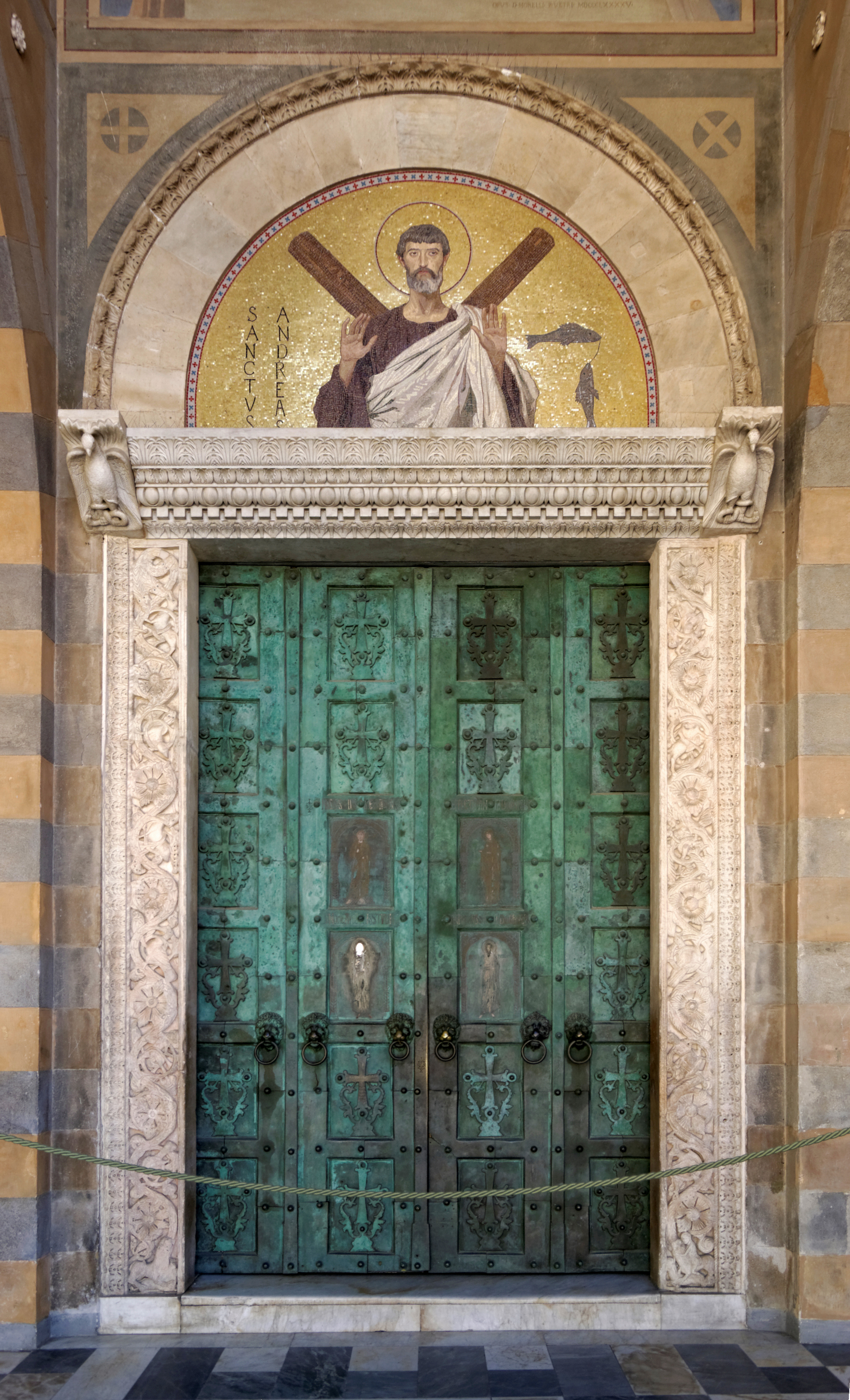
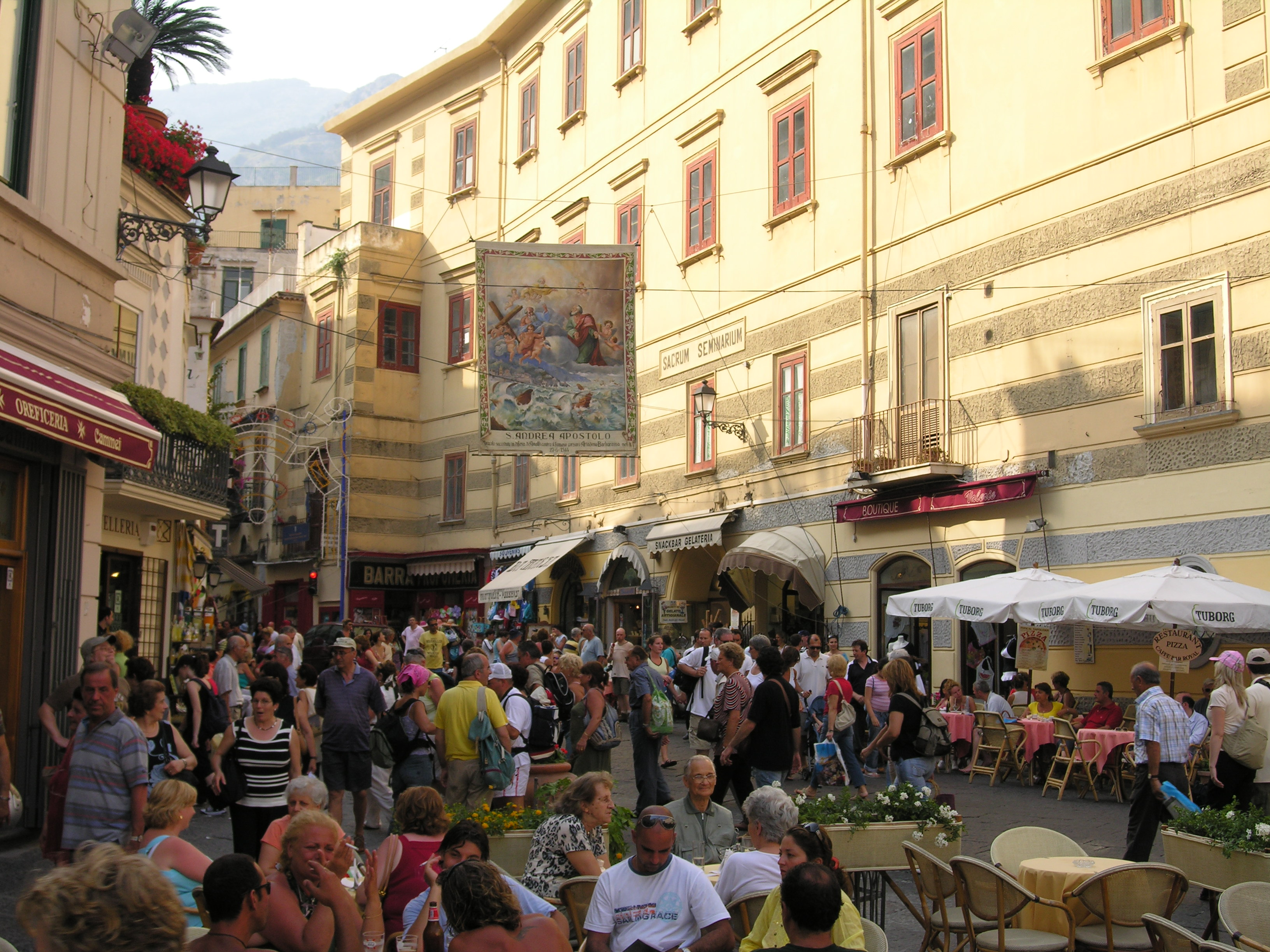
Кафедральна площа
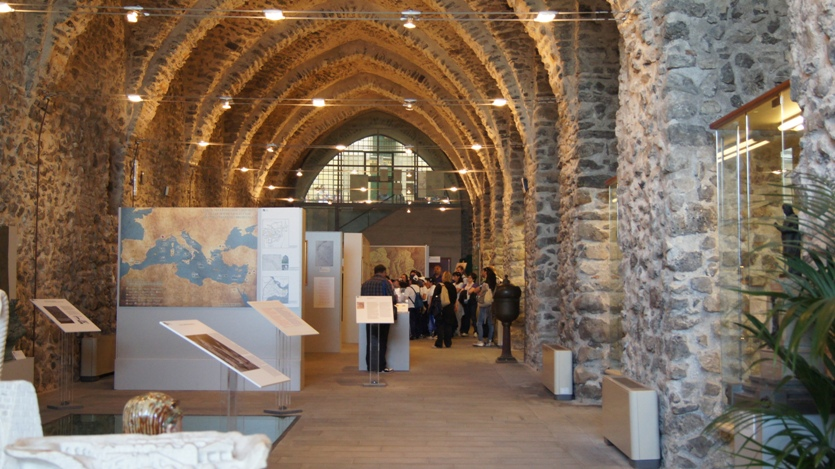
Будівля середньовічного арсеналу. Сьогодні музей компасу
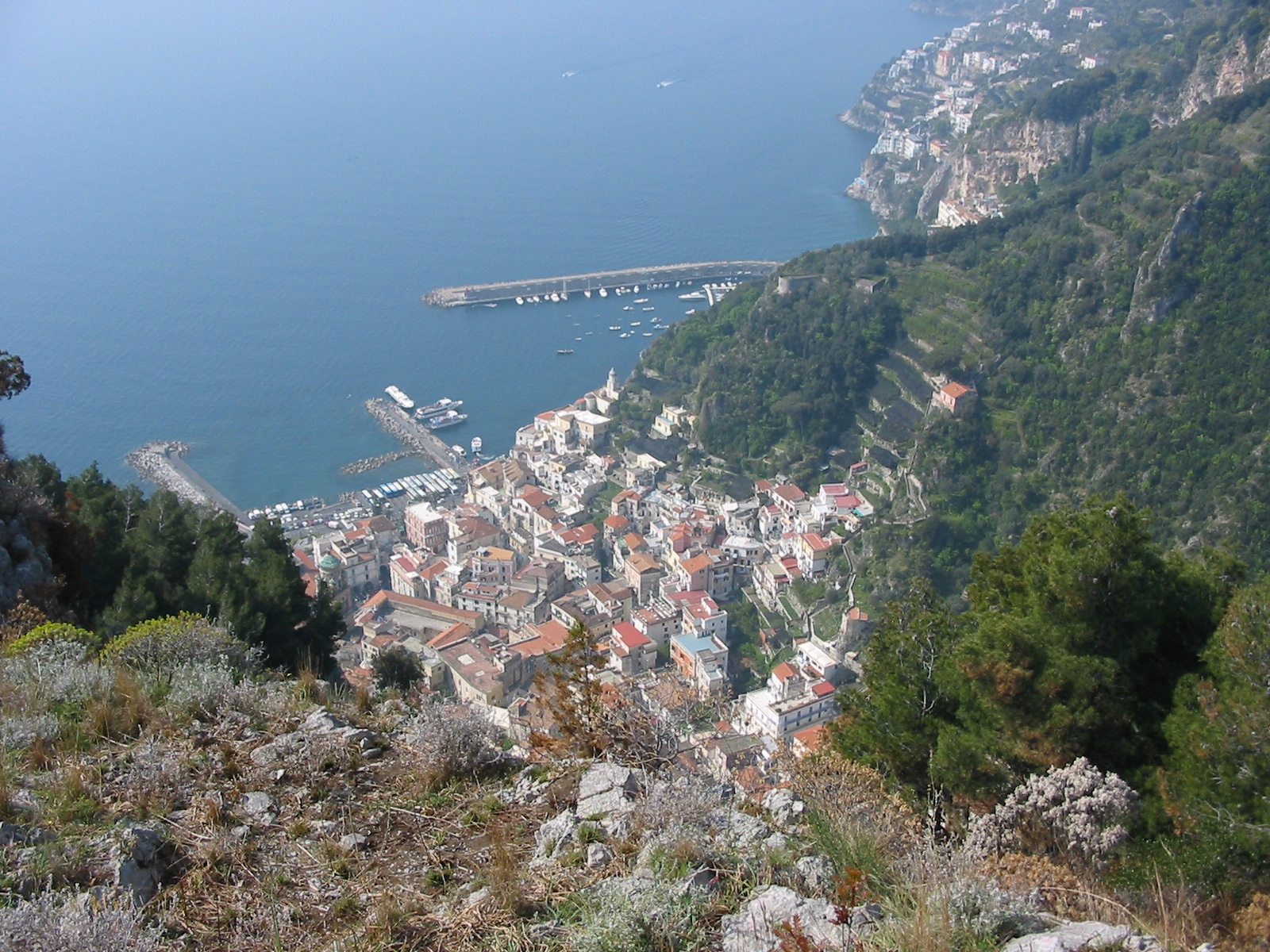
Вид на Амальфі